# Voo American Airlines 383
O voo American Airlines 383 foi uma rota aérea regular passageiros do Aeroporto Internacional O'Hare, em Chicago, para o Aeroporto Internacional de Miami, operada pela American Airlines. Em 28 de outubro de 2016, um Boeing 767-300ER, que operava o voo (prefixado N345AN), estava acelerando para a decolagem da pista 28R de O'Hare, quando o motor direito da aeronave sofreu uma falha irreparável que levou a um grave incêndio. A tripulação conseguiu abortar a decolagem e evacuar todos a bordo, enquanto os bombeiros conseguiram apagar o fogo. Vinte pessoas ficaram feridas, e o avião foi danificado além do reparo.
Um pedaço de metal, que acredita ser o motor que sofreu a falha irreparável, rompeu o teto de uma instalação da United Parcel Service (UPS) a 2 920 ft (890 m) de distância de onde a aeronave veio para uma parada e veio a descansar sobre o piso do edifício. Nenhum funcionário da UPS ficou ferido.

## Aeronave
A aeronave envolvida foi um Boeing 767-300ER (prefixo N345AN), entregue à American em 16 de abril de 2003, fazendo com que a aeronave tivesse treze anos de idade no momento do acidente. O lado direito da fuselagem sofreu danos consideráveis pelo fogo, e a asa direita desabou a meio caminho ao longo de seu comprimento.

## Investigação
O acidente está sob investigação pela Administração Federal de Aviação e a National Transportation Safety Board (NTSB). Em 29 de outubro de 2016, a NTSB informou que uma inspeção do motor de estibordo, fabricado pela GE Aviation, revelou que um disco de turbina de alta pressão tinha falhado. As peças que montavam cerca de 90 por cento do disco foram recuperadas pelos pesquisadores, com um pedaço de cerca de 1 800 ft (549 m) de distância.